# Valtatie 20
La Valtatie 20 (in svedese Riksväg 20) è una strada statale finlandese. Ha inizio a Oulu e si dirige verso nord-est e si conclude dopo 218 km nei pressi di Kuusamo.

## Percorso
La Valtatie 20 tocca i comuni di Kiiminki, Pudasjärvi e Taivalkoski.

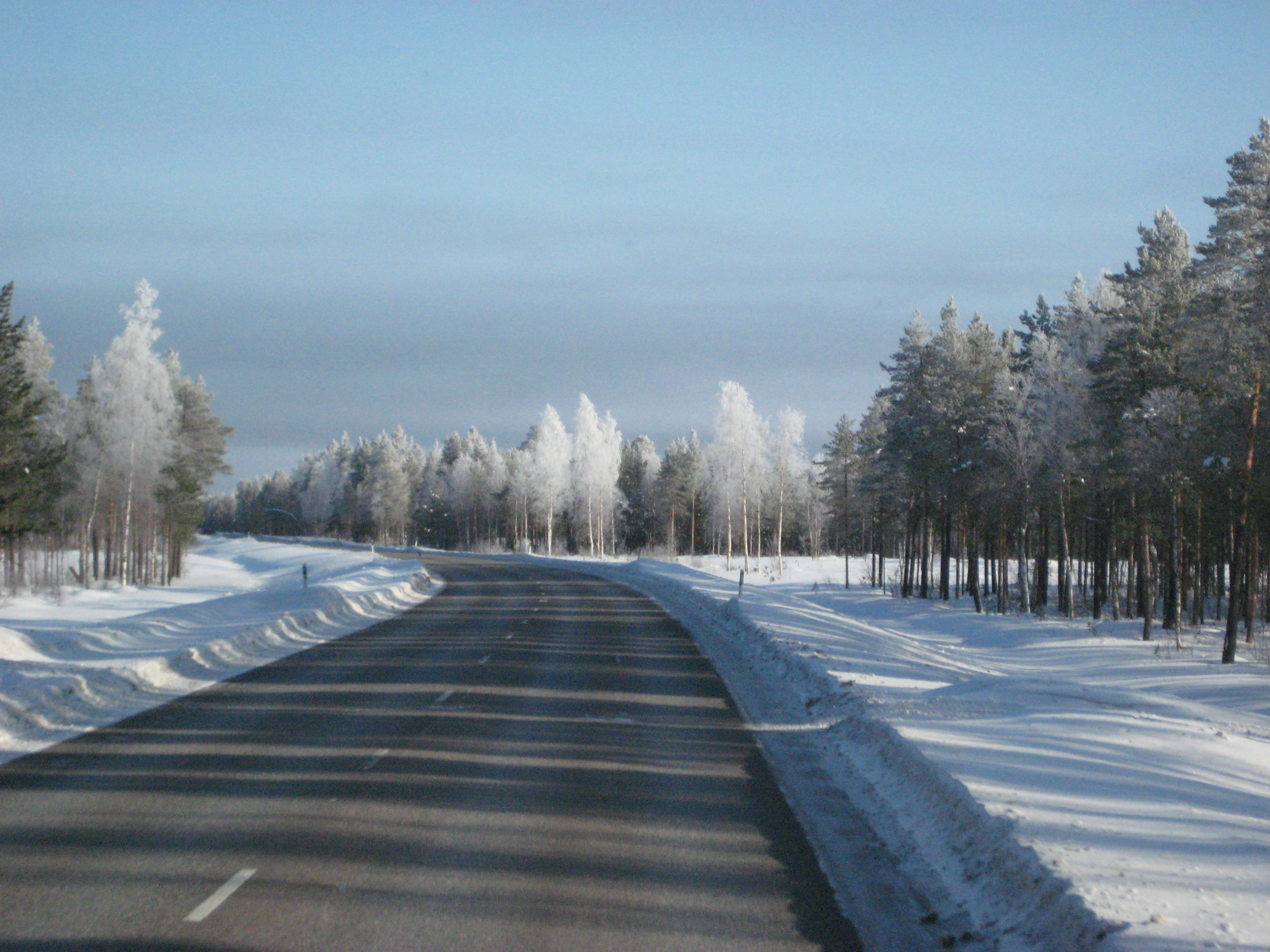
La Valtatie 20 nei pressi di Pudasjärvi